# Zyllnhardt (Adelsgeschlecht)

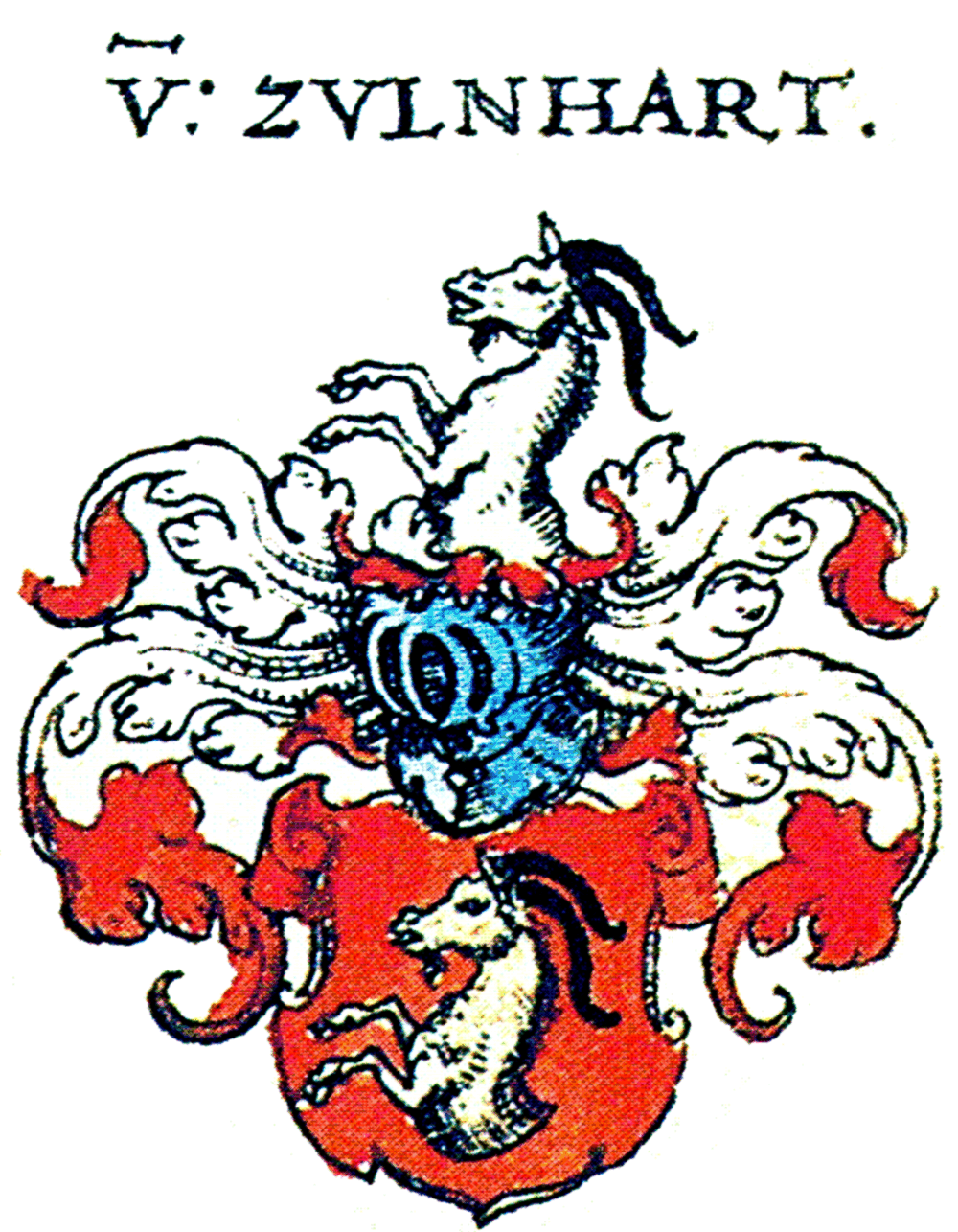
Die Zyllnhardt (Zulnhart) in Siebmachers Wappenbuch, 1605

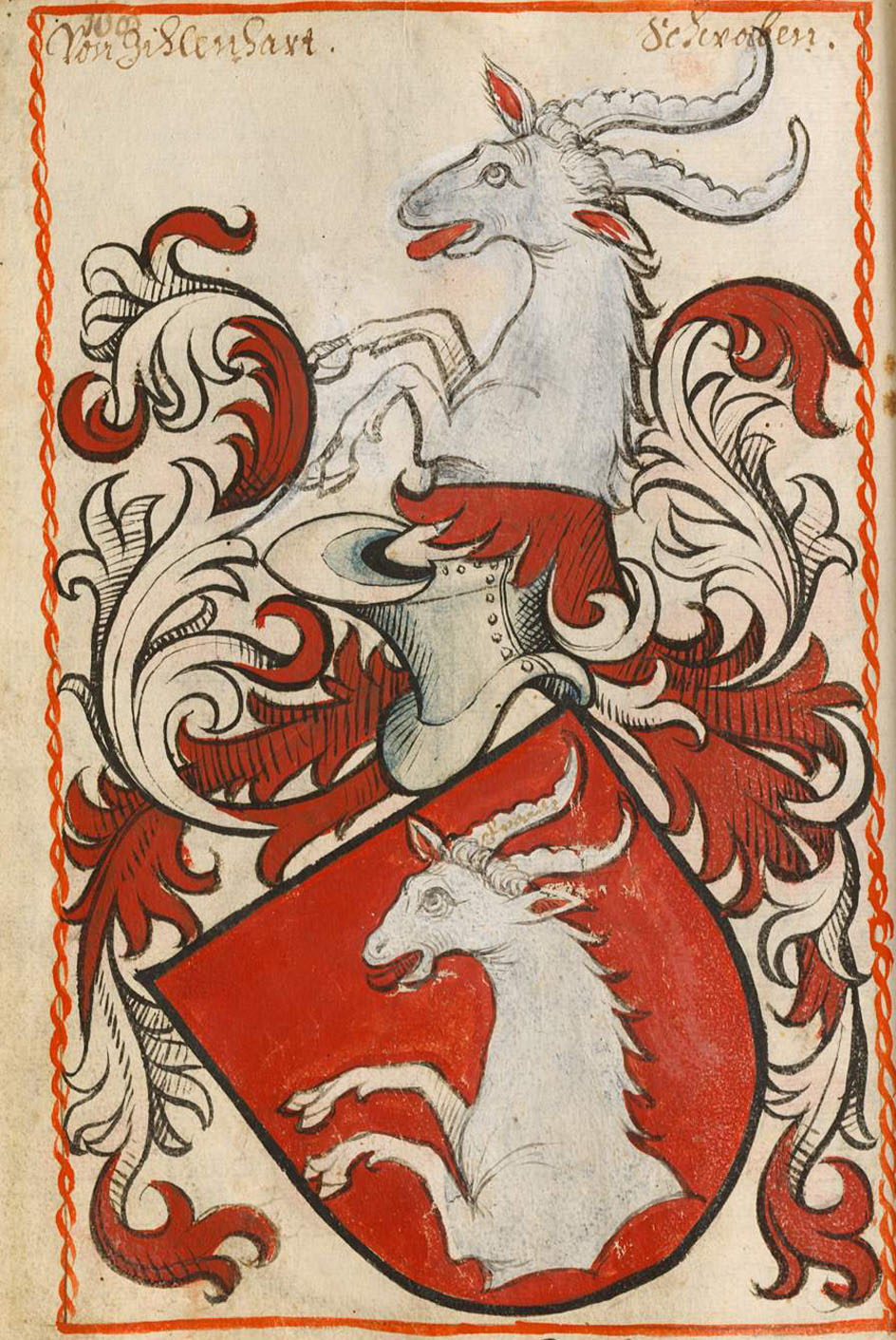
Die Zyllnhardt in Scheibler's Wappenbuch

Die Familie Zyllnhardt (auch Zillenhart, Zülnhart, Zolnhart und weitere Schreibweisen) war ein schwäbisches Rittergeschlecht, die in der frühneuzeitlichen Reichsritterschaft einen Sitz im fränkischen Ritterkanton Odenwald und im Ritterkanton Neckar-Schwarzwald besaß.

## Geschichte
Als namengebender Stammsitz des Geschlechts gilt die Burg Zillenhart bei Göppingen. Die Familie war in Schwaben, Franken und Bayern begütert.
Die Ursprünge des Geschlechts sind in der Überlieferung nicht zu fassen. Ein singuläres und fragliches Indiz verweist ins Jahr 1108: Gemäß einer Urkundenabschrift aus einer Chronik des 16. Jahrhunderts soll damals ein Henrici de Zülnhart in der Albregion gewirkt haben.
Kontinuierlich sind die Adligen von Zillenhart seit Mitte des 13. Jahrhunderts in den Schriftquellen zu finden. 1241 bezeugt Seifried, miles, einen Rechtsakt für Graf Ludwig II. von Helfenstein-Spitzenberg als Vogt des Klosters Ursberg. Wie einige andere Zeugen scheint Seifried dem helfensteinischen Umfeld zugehörig zu sein. In der Literatur gelten die Zillenharter daher als Dienstleute der Helfensteiner.
Im späten Mittelalter treten die Zillenharter zunehmend als Lehnsnehmer, Pfandinhaber oder Dienstleute der Grafen von Württemberg auf. Wie Otto Schurr feststellt, wurden die Zillenharter „Beziehungen zum Haus Württemberg […] immer persönlicher und damit die Vermehrung ihres Besitzes und ihrer Macht größer“. Die Bedeutung der Zillenharter am württembergischen Hof belegt ihr Wappen auf der bekannten Darstellung einer Ratssitzung Graf Eberhards III. von Württemberg. Sefried von Zillenhart war um 1400 an der württembergischen Regierung beteiligt und erhielt 1399 die Stadt Lauingen als Lehen.
Im Umfeld der Stammburg besaßen die Zillenharter umfangreiche Besitzungen: Mitte des 14. Jahrhunderts ist für Johann von Zillenhart eine Pfandschaft über Anteile vom Ort Schlat und einen Hof in Ursenwang belegt. 1392 hatte Sefried von Zillenhart Heiningen als Pfandschaft inne. Im weiteren Umfeld der Schwäbischen Alb hatten die Zillenharter bereits vor 1393 die Burg Ravenstein inne. 1412 erhielt Wolf von Zillenhart die Burg Hoheneybach als Lehen des Klosters Ellwangen. Um 1445 bis 1478 hatten die Niederadligen das alte Schloss Rechberghausen inne. Nach 1466 hielt Wilhelm vom Zillenhart die Burg Aichelberg. 1479 wurde das Wasserschloss Dürnau zum Sitz einer Linie des Geschlechts bis 1623. Die St. Cyriakus Kirche in Dürnau wurde zur Grablege; noch heute sind Epitaphien aufgestellt. Zunehmend orientierten sich die Zillenharter zudem zur württembergischen Amtsstadt Göppingen. Beispielsweise erhielt 1404 ein Sefried von Zillenhart den Göppinger Sauerbrunnen, Trinkwasserquelle und Heilbad, als Lehen von Graf Eberhard III. von Württemberg.
Bereits im 13. Jahrhundert waren die Zillenharter abseits der Stammregion aktiv: Im Neckarraum bezeugen beispielsweise die Brüder Johann und Philipp von Zillenhart 1277 einen Rechtsakt von Heinrich von Cannstatt oder 1279 eine Schenkung der Grafen von Württemberg an das Kloster Bebenhausen. In der ersten Hälfte des 14. Jahrhunderts besaßen ein Lutz und ein Wolf von Zillenhart Grundbesitz wie einen Weingarten bei Bad Cannstatt.
Einige der Adligen von Zillenhart sind als Pilger bekannt. Unter anderem begleitete Wilhelm von Zillenhart 1468 den späteren Herzog Eberhard I. von Württemberg ins Heilige Land und empfing dort den Ritterschlag. Der Augsburger Domherr Wolfgang von Zillenhart verfasste einen Bericht über seine Reise ins Heilige Land, nach Sinai, Ägypten und Konstantinopel 1496/1496.

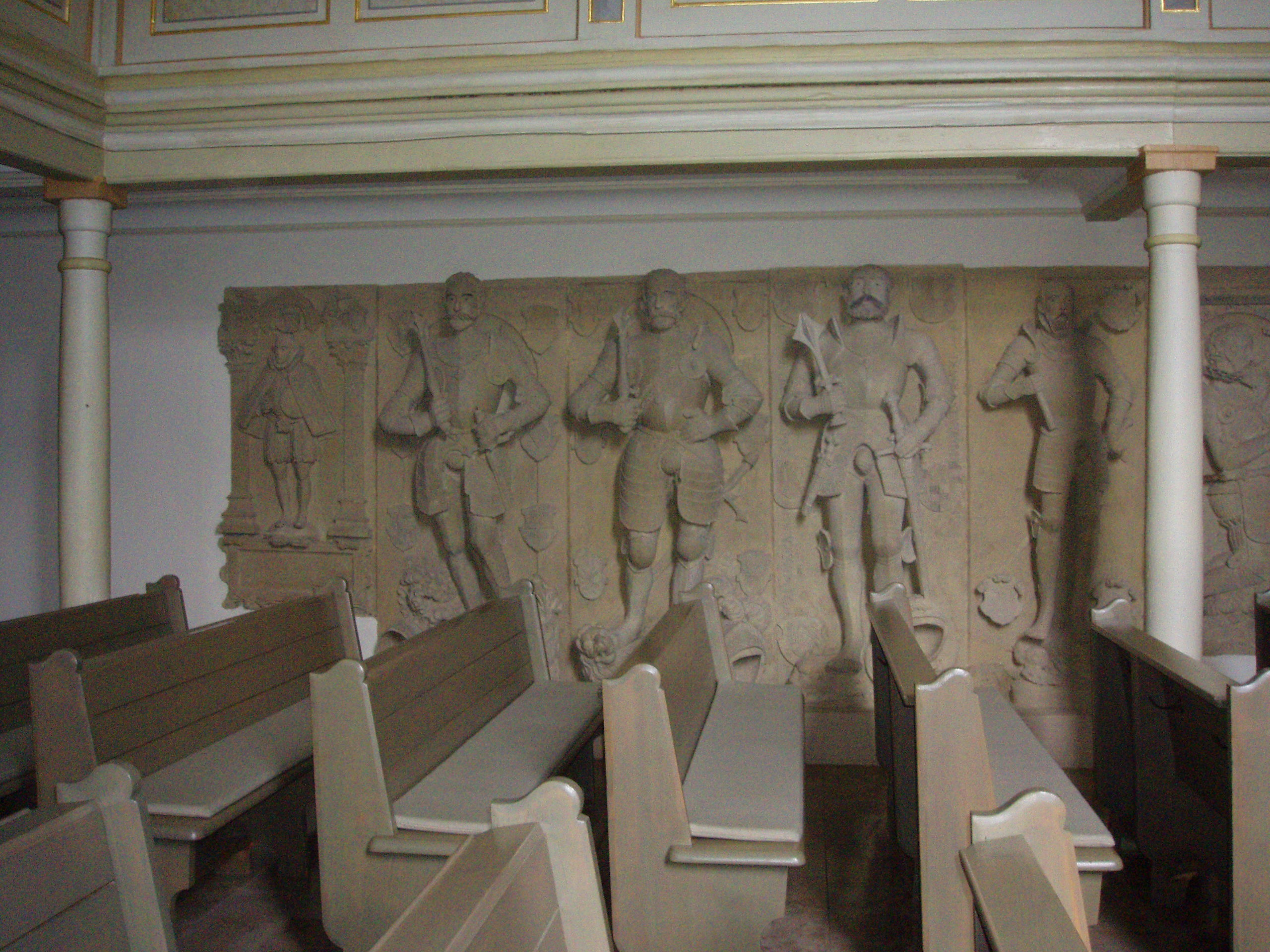
Epitaphien in der Grablege in Dürnau

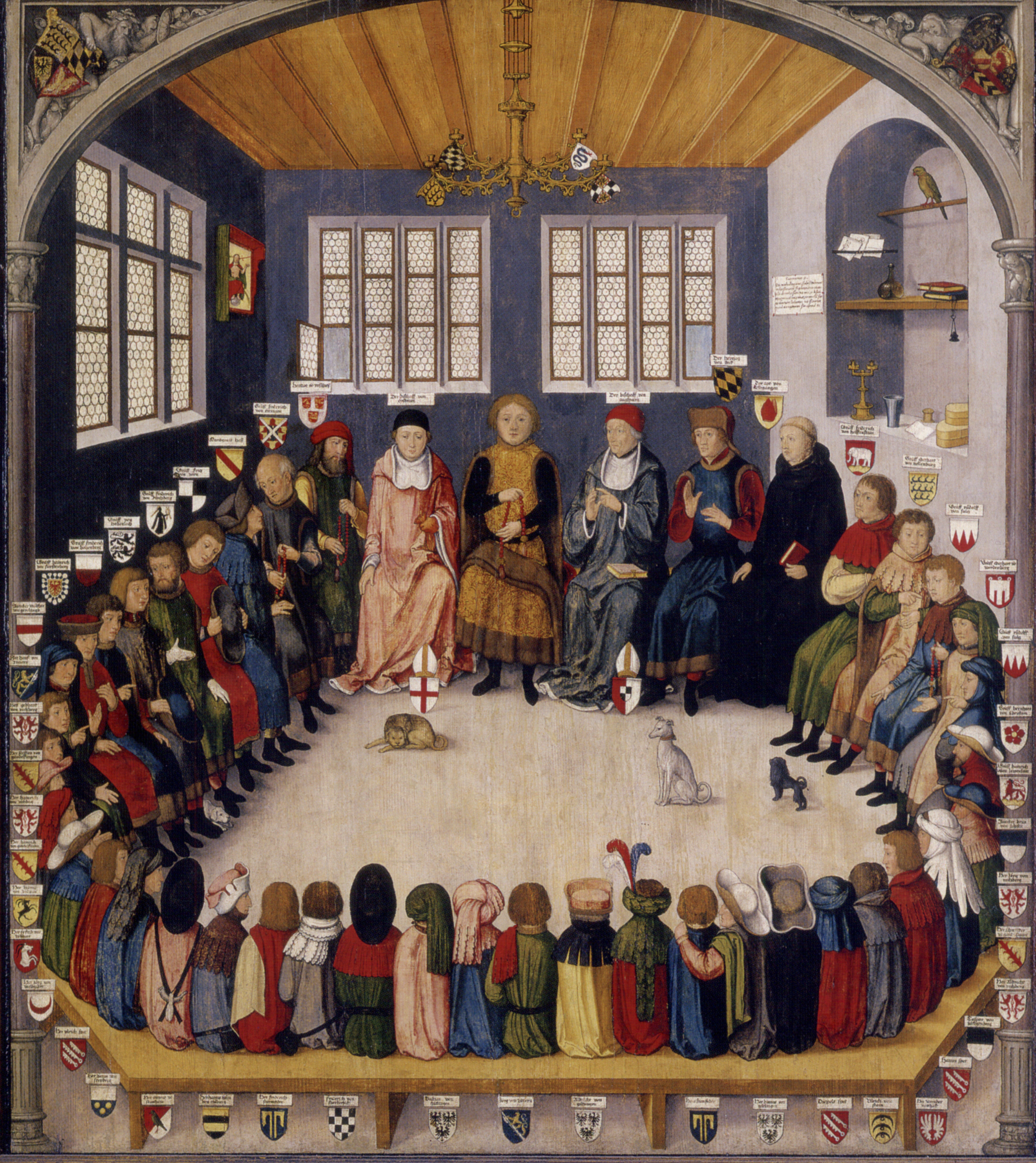
Bild Ratssitzung Eberhard III. von Württemberg mit Wappen der Zillenharter

Mitte des 18. Jahrhunderts war Johann Friedrich von Zyllnhardt kurpfälzischer Hauptmann und Kommandant auf der Feste Dilsberg. Er heiratete Anna Juliana Freiin von Bettendorff aus Gauangelloch und kam dadurch in den Besitz von Gütern in Gauangelloch und Mauer. Zum weiteren Besitz zählten Schatthausen und Teile von Widdern, mit denen die Familie bereits im 15. Jahrhundert belehnt worden war und wo um 1700 an der Stelle des heutigen Widderner Rathauses ein Schloss der Familie errichtet wurde. Johann Friedrichs Sohn Karl von Zyllnhardt (1744–1816) war Leiter der bayerischen General-Forst-Administration, dessen gleichnamiger Sohn Karl von Zyllnhardt (1779–1828) bekleidete hohe badische Staatsämter, hinterließ aus zwei Ehen jedoch nur eine Tochter, die sich 1826 mit Karl Göler von Ravensburg vermählte. Dadurch fielen die nicht von den Lehensherrn eingezogenen Zyllnhardtschen Güter nach dem Tode des letzten männlichen Familienangehörigen Karl von Zyllnhardt 1828 an die Göler von Ravensburg.

## Wappen
Das Wappen der Zyllnhardt zeigt in Rot eine steigende silberne Ziege. Auf dem Helm mit rot-silbernen Helmdecken die Ziege steigend.

## Bekannte Vertreter
- Karl von Zyllnhardt (Forstmann) (1744–1816), deutscher Grundherr und Forstbeamter
- Karl von Zyllnhardt (Jurist) (1779–1828), deutscher Jurist und Politiker, MdL Baden